# سوروچیه
سوروچیه (به لاتین: Sorochye) یک منطقهٔ مسکونی در روسیه است که در استان آستراخان واقع شده‌است.